# Gerhard Karner
Gerhard Karner (ur. 13 listopada 1967 w Melku) – austriacki polityk i samorządowiec, od 2021 minister spraw wewnętrznych.

## Życiorys
Ukończył szkołę średnią w rodzinnej miejscowości, następnie studiował zarządzanie przedsiębiorstwem na Uniwersytecie Ekonomicznym w Wiedniu. Początkowo pracował w sektorze prywatnym. Dołączył do Austriackiej Partii Ludowej, w drugiej połowie lat 90. był rzecznikiem prasowym ÖVP w Dolnej Austrii. W latach 2000–2003 pełnił funkcję rzecznika prasowego ministra spraw wewnętrznych Ernsta Strassera. W latach 2003–2015 zajmował stanowisko sekretarza generalnego krajowych struktur swojej partii. Od 1995 wybierany na radnego gminy Texingtal, w 2015 objął urząd jej burmistrza. W 2003 po raz pierwszy zasiadł w landtagu Dolnej Austrii. Z powodzeniem ubiegał się o reelekcję w kolejnych wyborach, w 2018 powołany na drugiego przewodniczącego (pierwszego wiceprzewodniczącego) tego parlamentu.
W grudniu 2021 został ministrem spraw wewnętrznych w rządzie Karla Nehammera. W wyborach w 2024 uzyskał mandat deputowanego do Rady Narodowej. W marcu 2025 wszedł do nowego gabinetu Christiana Stockera, w którym również objął stanowisko ministra spraw wewnętrznych.

## Odznaczenia
Odznaczony Wielką Srebrną Odznaką Honorową za Zasługi dla Republiki Austrii (2014).